# Chiesa della Madonna di Caravaggio (Canal San Bovo)
La chiesa della Madonna di Caravaggio è la parrocchiale patronale di Prade, frazione di Canal San Bovo, in Trentino. Appartiene alla zona pastorale Valsugana - Primiero dell'arcidiocesi di Trento e risale al XVIII secolo.

## Storia

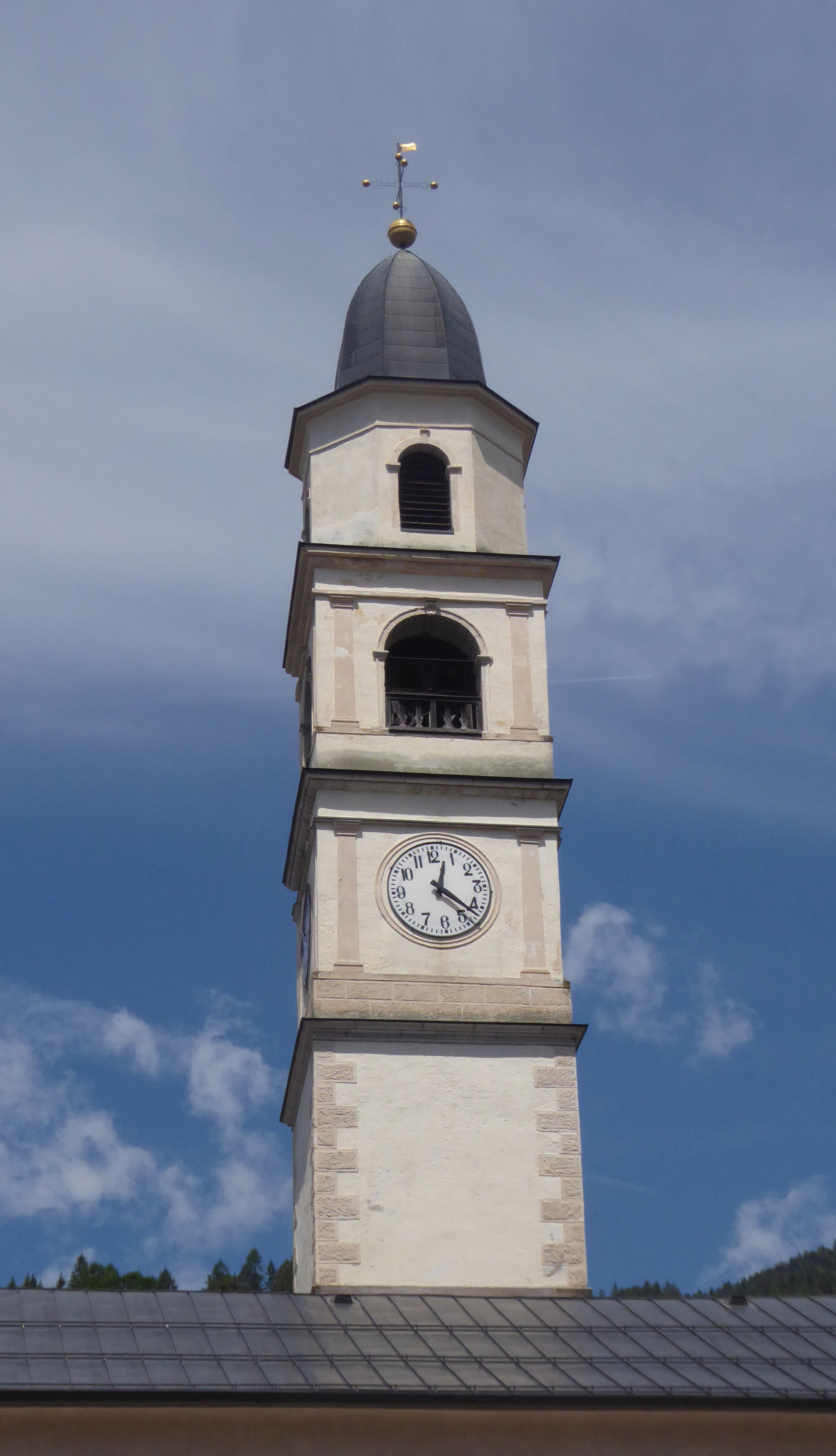
Campanile

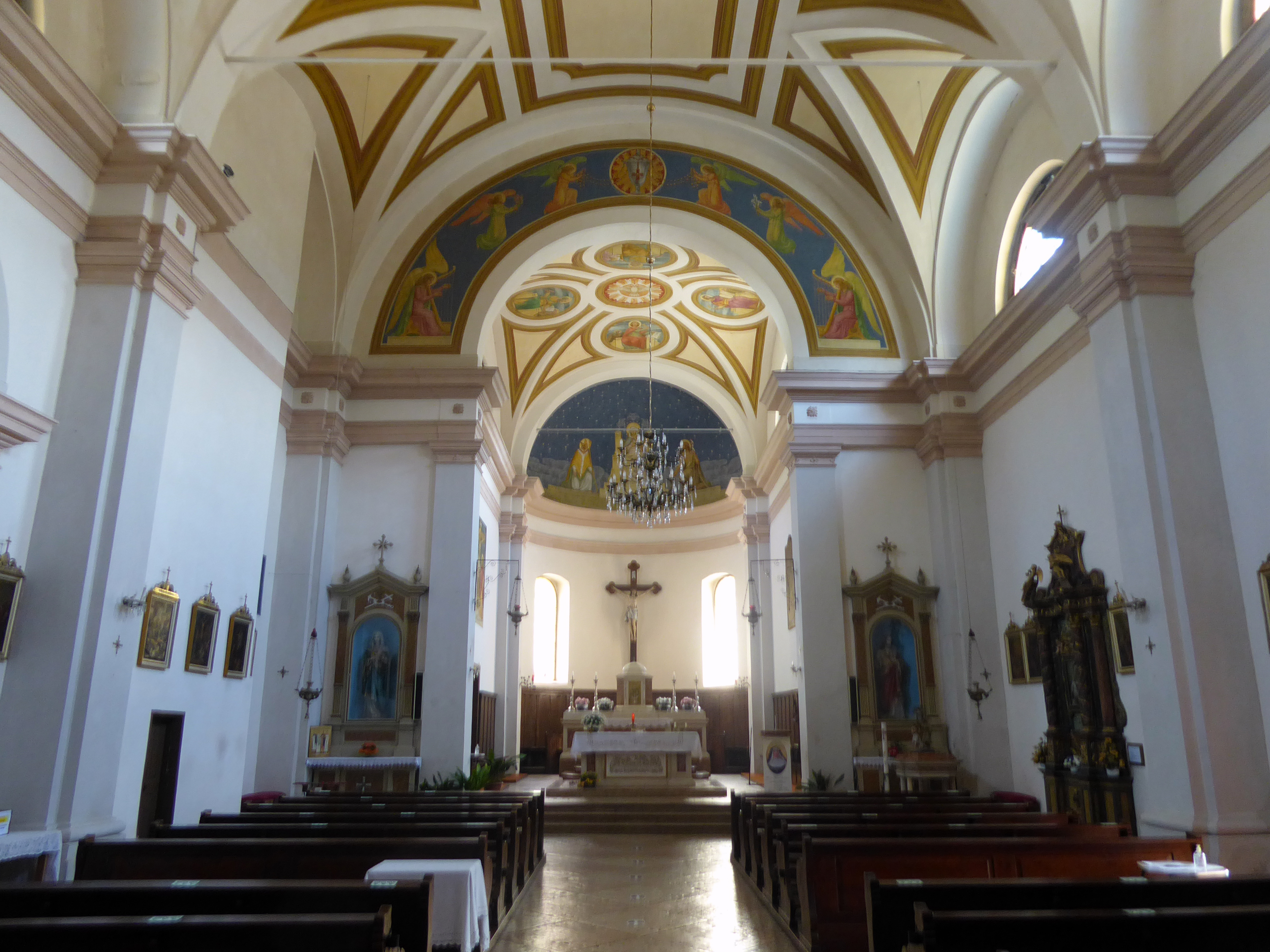
Interno con zona presbiteriale

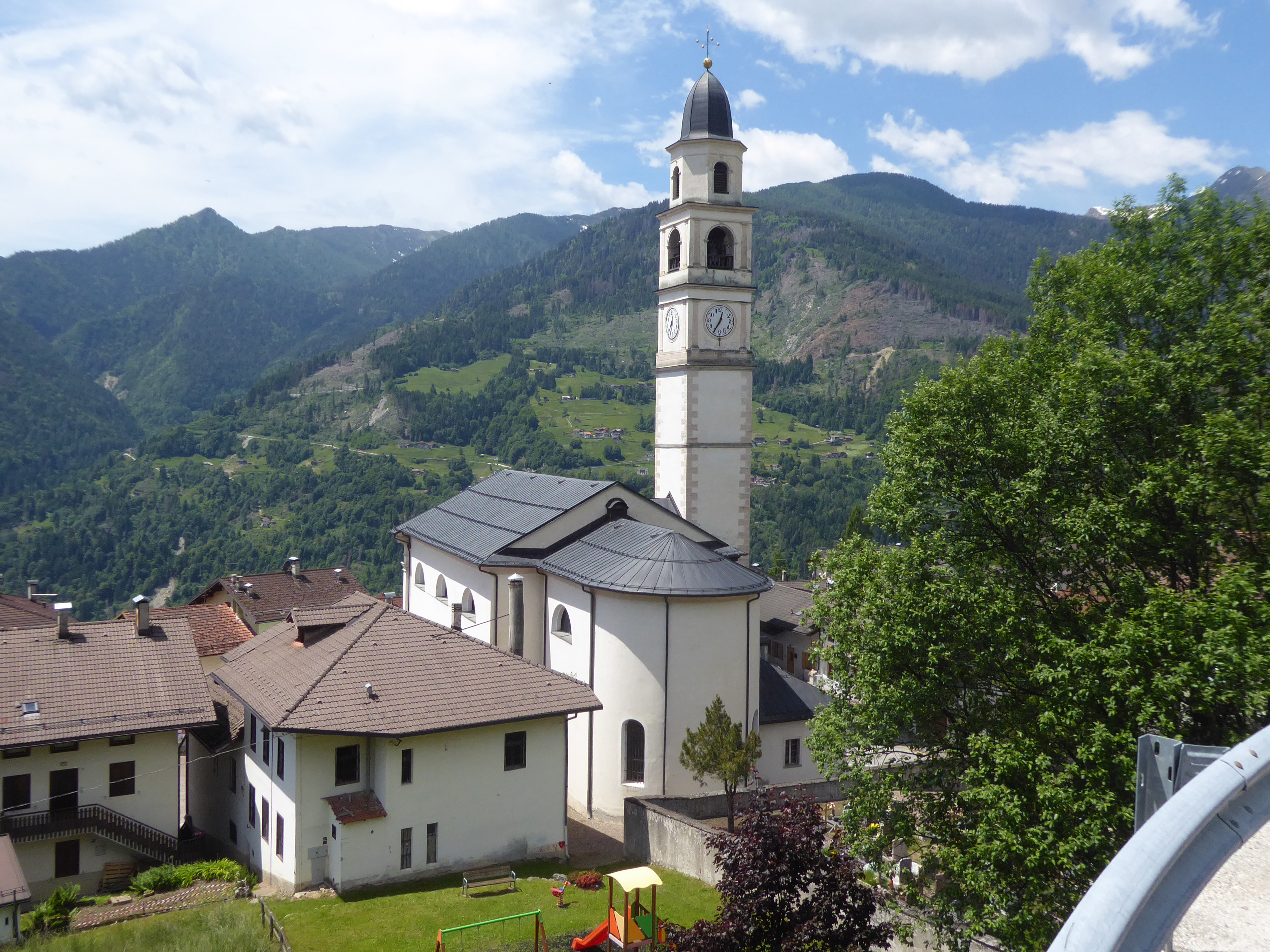
Vista da dietro

La chiesa di Prade venne citata per la prima volta nel 1782 e, due anni dopo, divenne espositura della parrocchiale di Canal San Bovo, non avendo ancora un sacerdote appositamente preposto. Ottenne dignità curaziale nel 1813, rimanendo sempre legata al capoluogo comunale.

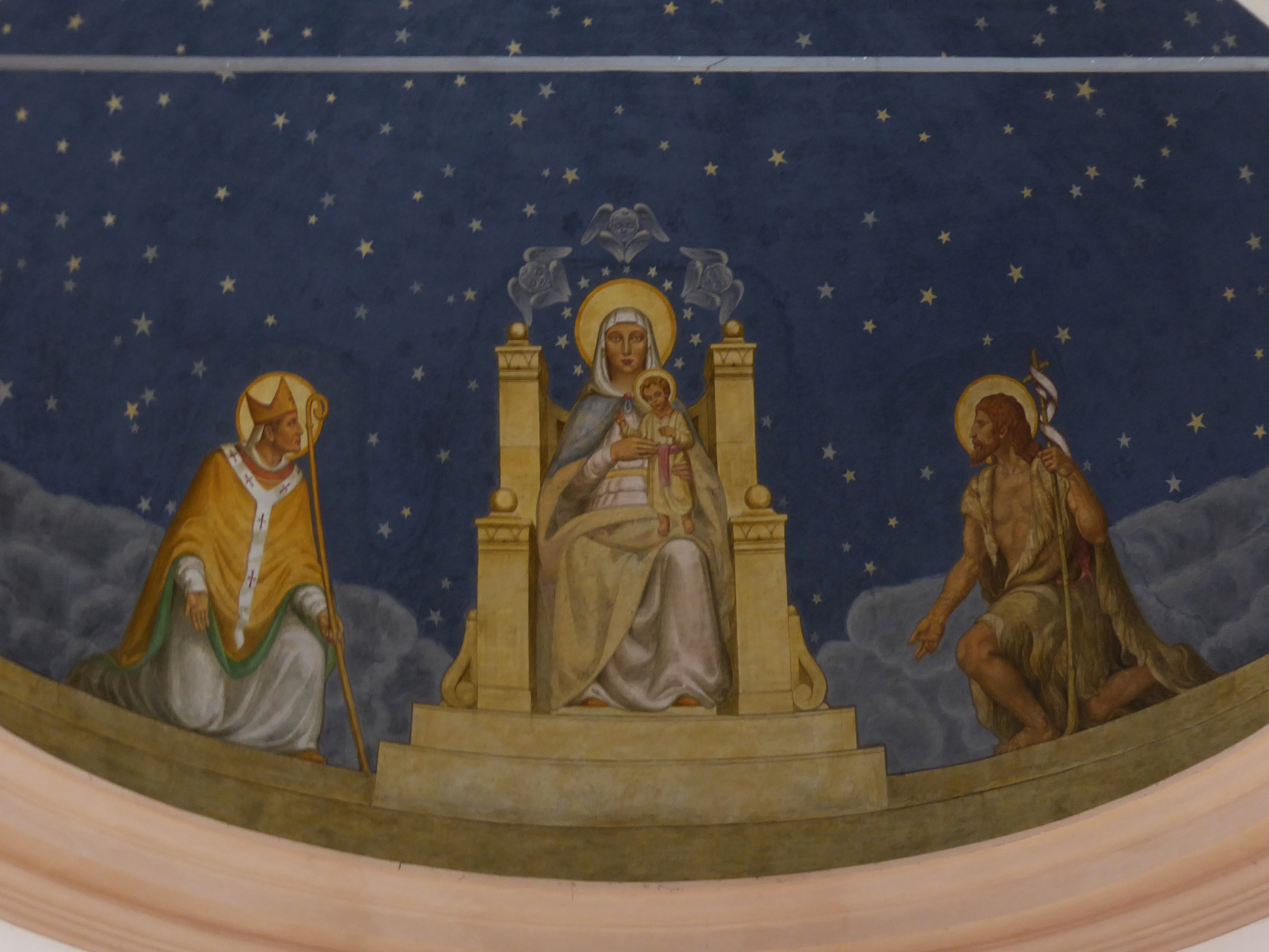
Affresco nel catino absidale

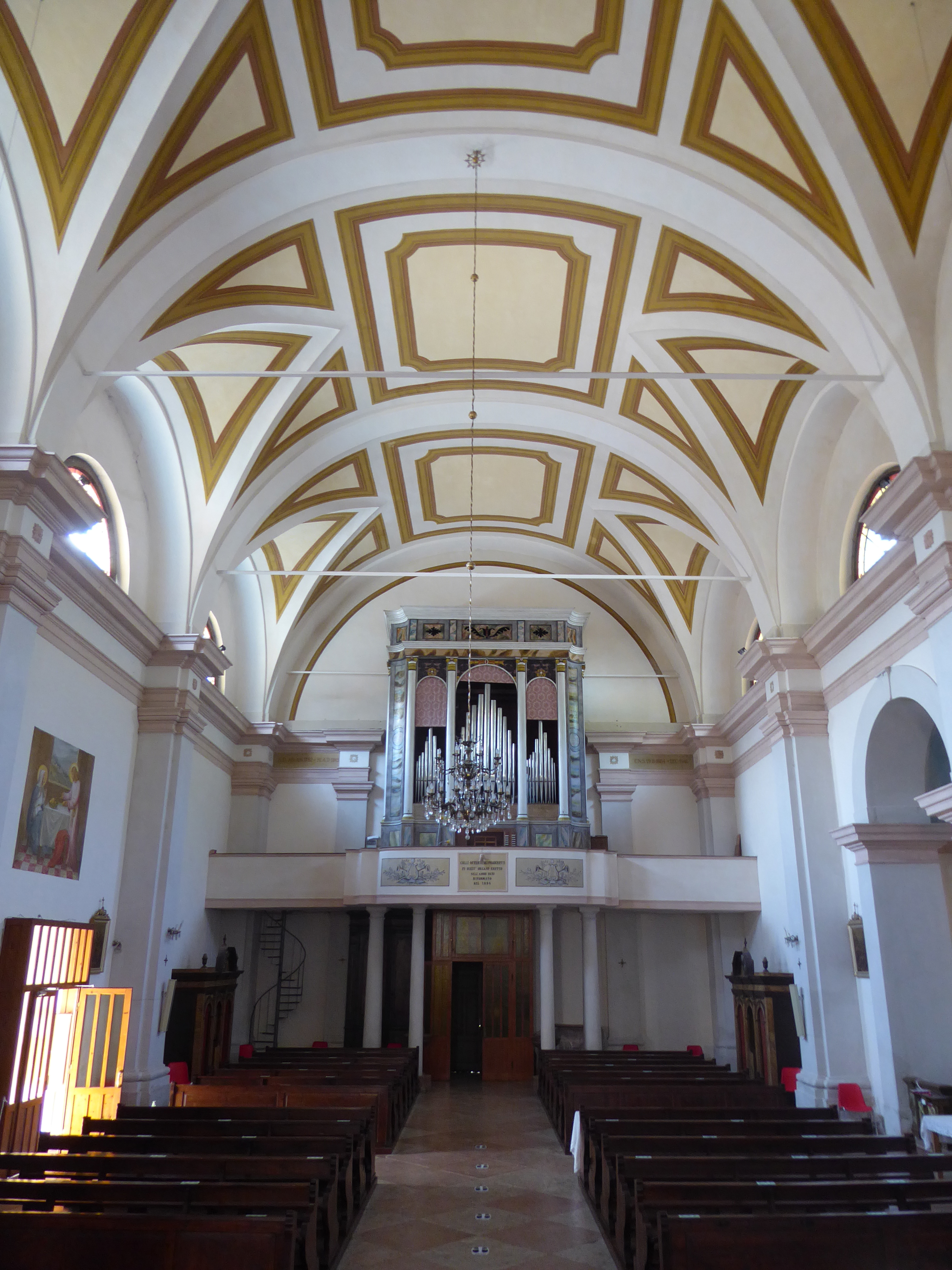
Interno, controfacciata con organo a canne

Nel 1845, per le accresciute necessità dovute all'aumento della popolazione, l'edificio originario venne ricostruito ed ampliato. La solenne consacrazione, a lavori ultimati, venne celebrata il 19 agosto 1864.
Ottenne dignità di chiesa parrocchiale nel 1943. Dopo la fine della seconda guerra mondiale, negli anni quaranta, gli interni vennero arricchiti di decorazioni ad opera di Vittorio Melchiori. Tra il 1968 ed il 1972 è stato realizzato l'adeguamento liturgico.

## Descrizione

### Esterni
L'edificio si trova nel centro della frazione di Prade e mostra un orientamento verso nord-est. La facciata a capanna è stilisticamente semplice con forme neoclassiche scandita da quattro paraste che reggono il grande frontone triangolare. La torre campanaria si trova lateralmente, a sinistra della chiesa, ed è caratterizzata da una doppia cella posizionata sopra il grande orologio ed è coperta da una struttura a cupola.

### Interni
La navata interna è unica articolata in tre campate. Sul lato a sinistra della sala è presente una cappella laterale. Nella zona presbiteriale si trova l'antico altare maggiore in pietra che risale al XIX secolo. Nella parte a destra si conserva l'ancona lignea dorata che sorregge la statua raffigurante San Michele Arcangelo e nell'abside è appesa la pala raffigurante la Madonna di Caravaggio.